# SENS (Social Entrepreneurship Schweiz)
SENS Social Entrepreneurship ist ein Verein mit Sitz in Zürich und eine nationale Plattform für die Förderung von wirkungsorientierten Unternehmen in der Schweiz. Die Plattform vernetzt Social Entrepreneurs und betreibt Öffentlichkeitsarbeit, Bildungsangebote, Events, Forschung sowie ein Startup- und Innovationsprogramm.

## Gründung
SENS wurde 2017 von Eric Nussbaumer, Peter Schmid und Hannes Gassert als Verein unter dem Namen CooperativeSuisse gegründet. Mit der Organisation soll das in der Schweiz durch eine langjährige Tradition von Genossenschaften vertretene cooperative entrepreneurship wie auch die Strömung des Sozialunternehmertums unter dem Ziel Business for Social Impact gefördert werden. Seit Juli 2020 trägt die Organisation den Namen SENS.

## Mitglieder
2020 gehören dem Verband über 40 Mitglieder an, darunter bekannte Unternehmen und Organisationen wie die Alternative Bank Schweiz, Fairness at Work GmbH, Project R Genossenschaft (Republik), die Genossenschaft Infolink (WOZ Die Wochenzeitung), ADEV Energiegenossenschaft, WOGENO, Freie Gemeinschaftsbank, Mehr als Wohnen, Village Office, Wohn- und Gewerbebau Kalkbreite, Veloblitz, Tsüri, Choba Choba, reCIRCLE, Energie Genossenschaft Schweiz.

## Startup- und Innovationsprogramm
Seit 2018 betreibt SENS den Swiss CoopStarter, ein Mentoringprogramm für Start-up Genossenschaften, welches in anderen europäischen Ländern auch von Cooperatives Europe angeboten wird.
2020 lancierte SENS zusammen mit seif den Social Impact Accelerator, ein Unterstützungsprogramm für Social Entrepreneurs in der Wachstumsphase.

## Öffentlichkeitsarbeit
SENS betreibt die Landkarte des Sozialen Unternehmertums der Schweiz, wo 298 Unternehmen eingetragen sind.
2020 veröffentlichte SENS erstmals den Monitor Soziales Unternehmertum Schweiz als Studie zum Social Entrepreneurship-Ökosystem in der Schweiz. Erstmals wurden damit umfangreiche Daten zu diesem Sektor in der Schweiz erhoben. Für den Monitor wurden 128 Social Entrepreneurs und Gründer befragt.
Seit 2021 organisiert SENS das Swiss Social Economy Forum als schweizweite öffentliche Bühne für Akteure aus der Praxis, Wissenschaft, Politik und Zivilgesellschaft.